# 薩德基 (維舍維奇市鎮)
50°42′34″N 29°28′31″E / 50.70944°N 29.47528°E
薩德基（羅馬化：Sadky）是烏克蘭北部日托米爾州日托米爾區維舍維奇市鎮的村莊。該村處於維爾瓦河畔，面積0.278平方公里，海拔高度139米，2001年人口65。